# Gottlieb Fischer (Landvogt)

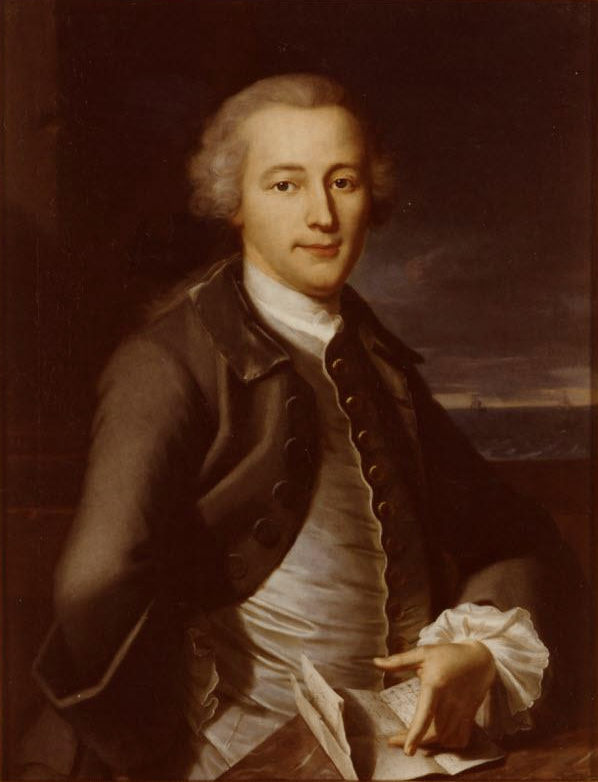
Gottlieb Fischer, Porträt von Jakob Emanuel Handmann (1750)

Vue d'une partie de la Chute d'eau a Douanne [...] Dédiée a Monsieur Fischer d'Oberried [...], von Balthasar Anton Dunker (1775)

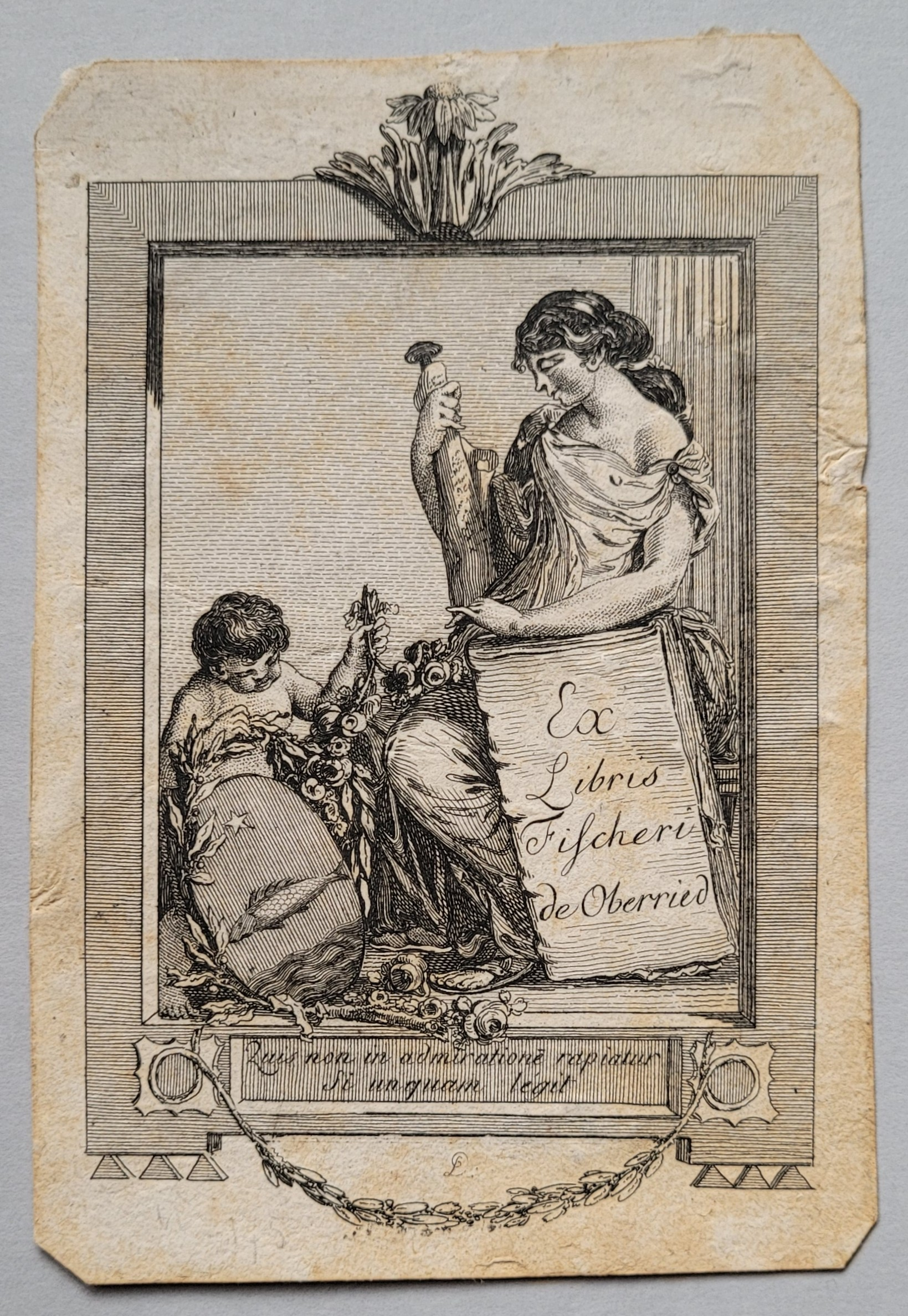
Exlibris Gottlieb Fischer, von Balthasar Anton Dunker (um 1775)

Gottlieb Fischer (* 10. März 1736 in Bern; † 2. März 1797 ebenda) war ein Schweizer Magistrat und Unternehmer.

## Leben
Gottlieb Fischer wurde als Sohn des Victor Fischer und der Maria Elisabeth Zeerleder geboren. Er war Direktor der Fischerpost, Dragonerhauptmann, ab 1775 Mitglied des Grossen Rats der Stadt Bern und 1783 Landvogt zu Yverdon. 1766 gehörte er zu den Gründern und Directeurs der Aktiengesellschaft Hôtel de Musique. Gottlieb Fischer erbte von seinem Vater die Campagne Oberried in Belp, kaufte die Rebgüter «La Pièce» bei Rolle und Engelberg in Twann. Weitere Rebgüter besass er in Saint–Blaise und Pizy. 1775 kaufte er das Haus Kramgasse 25 in Bern. In Engelberg beherbergte er Balthasar Anton Dunker. Gottlieb Fischer gilt als wichtigster Förderer Dunkers. 1777 liess er im Oberried bei Belp die Gloriette erbauen.
1753 heiratete er Susanna Katharina Margaretha Fischer (1737–1761). 1764 verehelichte er sich in zweiter Ehe mit Susanna Katharina Mutach (1741–1793), die ihn 1780 für Samuel Rudolf Frisching von Rümligen verliess. 1793 heiratete er in dritter Ehe Adrienne Catherine Millenet (1750–1823).

## Archive
- Streubestände in der Burgerbibliothek Bern